# Hermaios (König)

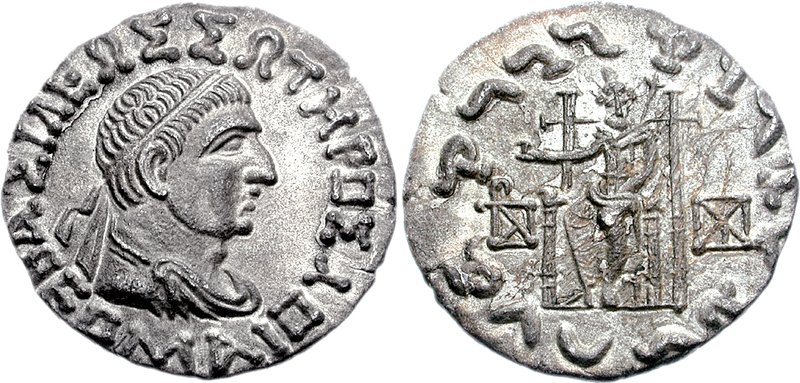
Münze des Hermaios

Hermaios (griechisch: Ἑρμαῖος; lateinische Form: Hermaeus) war ein indo-griechischer König, der im ersten vorchristlichen Jahrhundert regierte. Er wird versuchsweise um 90 bis 70 v. Chr. angesetzt und regierte anscheinend in der Region des Hindukusch.
Hermaios ist von ausgesprochen vielen Münzen bekannt, die eine lange und florierende Regierungszeit andeuten. Seine Münzen sind in späterer Zeit kopiert worden, was wiederum seine Bedeutung unterstreicht. Seine Münzen zeigen Legenden in Griechisch und Karoshti. Auf einigen von ihnen erscheint er neben einer Königin Kalliope, die wohl seine Gemahlin war. Als Yinmofu erscheint er vielleicht sogar in chinesischen Quellen, doch ist diese Gleichsetzung nicht sicher.